# Tony Zale
Tony Zale, né le 29 mai 1913 à Gary et mort le 20 mars 1997 à Portage, est un boxeur américain d'origine polonaise. Champion du monde des poids moyens à plusieurs reprises, celui qui est surnommé Man of Steel principalement connu pour sa trilogie de combats contre Rocky Graziano au milieu des années 1940. Après une ultime défaite contre le boxeur français Marcel Cerdan, il prend sa retraite à 35 ans. Membre de l'International Boxing Hall of Fame, il meurt des suites des maladies de Parkinson et d'Alzheimer.

## Carrière

### Avant-guerre
Anthony Florian Zaleski commença la boxe professionnelle sous le nom de Tony Zale en 1934. Malgré son statut professionnel, Tony Zale sera dans l'obligation financière de travailler dans les aciéries de Gary dans l'Indiana entre 1935 et 1936. 
Le 19 juillet 1940, il devient champion de la National Boxing Association dans la catégorie des poids moyens face à un autre américain, Al Hostak. 
Le 28 novembre 1941, Zale devient champion du monde des poids moyens face à Georgie Abrams à New York. 

### Soldat de la Seconde Guerre mondiale

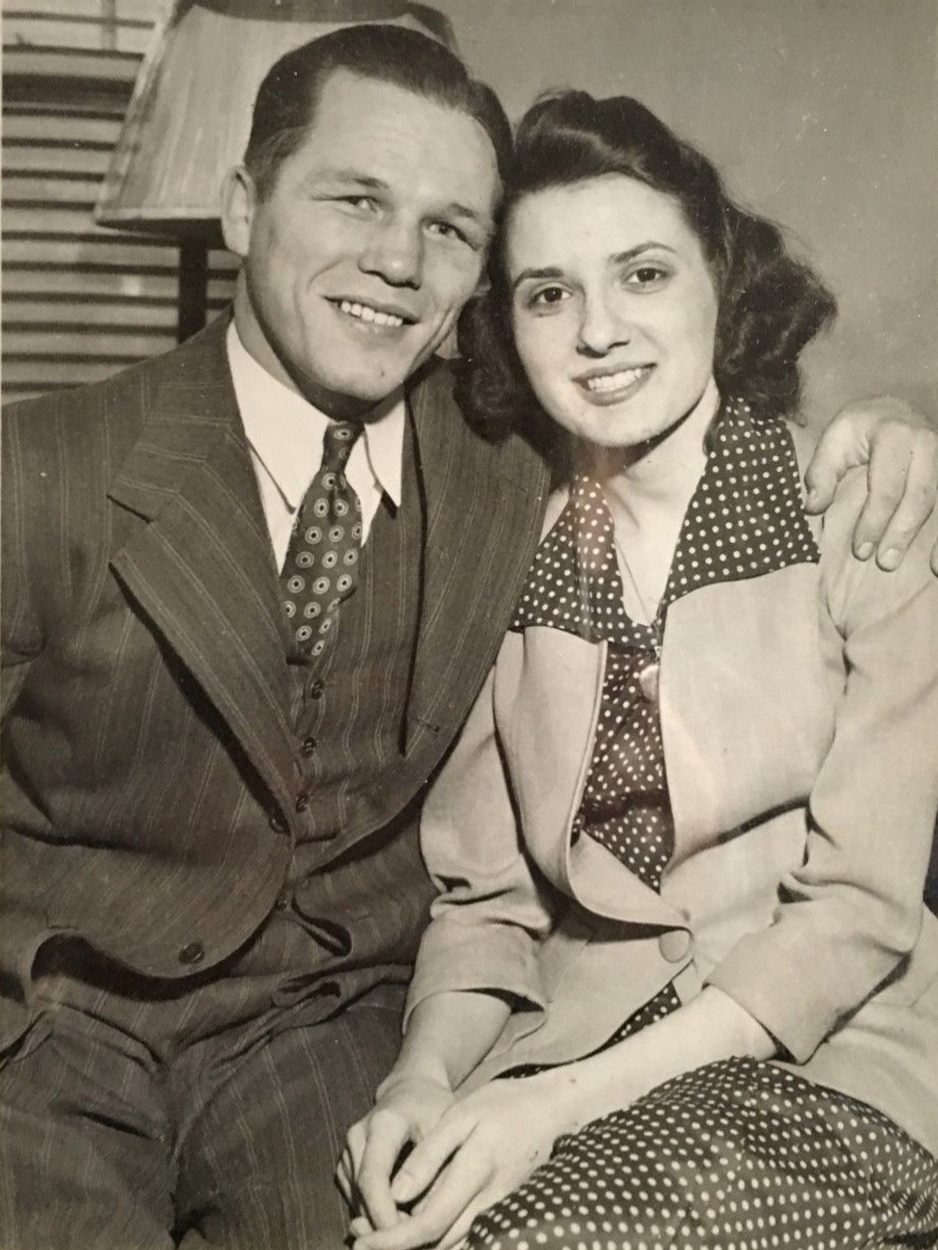
En mars 1942, Tony Zale se marie avec Adeline Richwalski.

En 1942, Zale est enrôlé dans la marine. Avant son départ vers l'Europe, il devient un spécialiste de première classe à la base navale des Grands Lacs où il reçoit sa formation militaire et est utilisé comme entraîneur de boxe anglaise. Libéré de son engagement militaire, reprend son parcours professionnel en janvier 1946 avec une victoire par KO sur Bobby Giles.

### Trilogie contre Rocky Graziano
Le 27 septembre 1946, Tony Zale défend son titre face à Rocky Graziano au Yankee Stadium de New York. En difficulté au début du combat, Tony Zale est envoyé au tapis à plusieurs reprises, acculé par les innombrables droites encaissées à la tête. Alors que chaque reprise semble être la dernière pour lui, le champion surprend son adversaire dans la 6e reprise en le touchant au plexus cœliaque qui envoie Graziano au tapis pour le compte. Zale, à moitié conscient, boiteux, doit être aidé pour retourner à son vestiaire.
Alors que Rocky Graziano est interdit de boxe anglaise à New York, la revanche est organisée le 16 juillet 1947 au Chicago Stadium à Chicago. Sous une chaleur écrasante, plus de 37 C°, et devant une large foule — la recette de 422 009 $ est la plus importante pour un combat de boxe disputé en intérieur à l'époque —, Tony Zale inflige une correction à son prétendant, le martyrisant au corps et lacérant son visage. Peu à peu, à cause d'un système de refroidissement défaillant, la chaleur draine l'énergie des deux hommes, affaiblissant plus Zale, 34 ans, que Graziano, 28 ans, ce qui inverse la tendance du combat. Dans la sixième reprise, l'arbitre Johnny Behr arrête Tony Zale, épuisé, « The Man of Steel » perd son titre de champion du monde.
Le 10 juin 1948, Zale et Graziano remontent sur le ring pour la troisième fois devant les 21 497 spectateurs du Ruppert Stadium pour une recette totale de 335 646 $. Dans la troisième reprise, Zale envoie son adversaire au tapis pour un compte de sept. Incapable de se protéger après ce coup, Graziano encaisse les coups devant son coin, du foie à la face, jusqu'à un crochet gauche décisif de Tony Zale qui met fin à la trilogie par une brillante victoire de l'homme d'acier.

### Fin de carrière
Un mois plus tard, le champion du monde en titre accepte de combattre contre Marcel Cerdan le 21 septembre 1948 à Jersey City et assure battre son rival européen en moins de cinq rounds,. Tony Zale qui aura maîtrisé Cerdan jusqu'à la 4e reprise, abandonnera à la fin de la 11e à la suite d'un crochet destructeur du Français qui le met KO debout. Malgré la minute de repos, l'Américain ne peut reprendre le match et cède à Marcel Cerdan le titre de champion du monde des poids moyens. Après ce match, Tony Zale décide de mettre un terme à sa carrière.
Le 20 mars 1997, Tony Zale meurt à l'âge de 83 ans après avoir souffert pendant plusieurs mois des maladies de Parkinson et d'Alzheimer après la décision de ses proches de suspendre le traitement qui lui permettait de continuer à vivre.

## Distinctions
- Tony Zale est élu boxeur de l'année en 1946 par Ring Magazine.
- Zale - Graziano I élu combat de l'année en 1946[9].
- Zale - Graziano II élu combat de l'année en 1947[10].
- Zale - Cerdan élu combat de l'année en 1948[11].
- Il est membre de l'International Boxing Hall of Fame depuis 1991.

### Ouvrage
- (en) Thad Zale et Clay Moyle, Tony Zale : The Man of Steel, Win by Ko Publications, 4 novembre 2014, 492 p. (ISBN 978-0990370314).